# Летела жизнь
«Летела жизнь» — песня, посвящённая депортации чеченцев и ингушей, написана Владимиром Высоцким в 1977—1978 годах под впечатлением воспоминаний Вадима Туманова «Всё потерять — и вновь начать с мечты…».

## Исполнение
Одно из первых исполнений песни состоялось в Грозном. Актёр Чеченского драматического театра В. Наурбиев вспоминал: «Перед исполнением Высоцкий сказал зрителям, что знает судьбу чеченцев и ингушей, что у него много друзей среди вайнахов, и попросил не делать никаких записей» (тема депортации в советское время находилась под фактическим запретом). После окончания песни несколько минут стояла гробовая тишина, затем люди заплакали.
По словам администратора выступлений Высоцкого Владимира Гольдмана, во время одного из концертов на стадионе ручных игр в Грозном присутствовало 10 тысяч человек. Шёл проливной дождь, но люди не расходились. Когда песня закончилась, Махмуд Эсамбаев в белоснежном костюме выскочил на сцену и упал на колени перед Высоцким, сказав: «Володя, спасибо тебе!».
…Нас закаляли в климате морозном,
Нет никому ни в чём отказа там.
Так что чечены, жившие при Грозном,
Намылились с Кавказа в Казахстан…

## Публикации
Текст был впервые опубликован в 1981 году в сборнике Аркадия Львова «В. Высоцкий. Песни и стихи», изданном в Нью-Йоркском издательстве «Литературное зарубежье». В 1988 году стихотворение вошло в сборник произведений Высоцкого «Избранное» (составитель Н. А. Крымова). В том же году текст песни был включён в сборник «Я, конечно, вернусь», выпущенный издательством «Книга». В 2012 году в издательстве «Амфора» был издан третий том иллюстрированного собрания сочинений Высоцкого (составитель П. Фокин), названный «Летела жизнь в плохом автомобиле» (по словам рефрена песни), в который вошло это стихотворение. Песня впервые была издана в СССР в 1990 году на пластинке «На концертах Владимира Высоцкого» (Диск 16 из серии 21: «Интервью». ВТПО «Фирма Мелодия». М60 49471 000).